# Gijs Brouwer
Gijs Brouwer (nació el 14 de marzo de 1996) es un jugador de tenis neerlandés .
Brouwer su ranking ATP  más alto de singles fue el número 114, logrado el 27 de febrero de 2023. Su ranking ATP más alto de dobles fue el número 148, logrado el 22 de agosto de 2022.
En su debut en el ATP Tour en abril de 2022, Brouwer se clasificó para el cuadro principal del Fayez Sarofim & Co. U.S. Men's Clay Court Championships de 2022 en Houston, Estados Unidos, donde alcanzó los cuartos de final por primera vez, perdiendo ante Reilly Opelka.

## Títulos ATP Challenger (3; 1+2)
| Leyenda             | Individuales | Dobles |
| ------------------- | ------------ | ------ |
| ATP Challenger Tour | 1            | 2      |

### Individuales (1)
| N.° | Fecha                    | Torneo       | Superficie | Oponente en la final | Resultado   |
| --- | ------------------------ | ------------ | ---------- | -------------------- | ----------- |
| 1.  | 22 de septiembre de 2024 | Saint-Tropez | Dura       | Lucas Pouille        | 6-4, 7-6(2) |

### Dobles (2)
| N.º | Fecha                   | Torneo          | Superficie    | Compañero          | Oponentes en la final                       | Resultado        |
| --- | ----------------------- | --------------- | ------------- | ------------------ | ------------------------------------------- | ---------------- |
| 1.  | 27 de noviembre de 2021 | Puerto Vallarta | Dura          | Reese Stalder      | Hans Hach Verdugo Miguel Ángel Reyes-Varela | 6–4, 6–4         |
| 2.  | 23 de abril de 2022     | Tallahassee     | Tierra batida | Christian Harrison | Diego Hidalgo Cristian Rodríguez            | 4-6, 7-5, [10-6] |